# Man in a cube

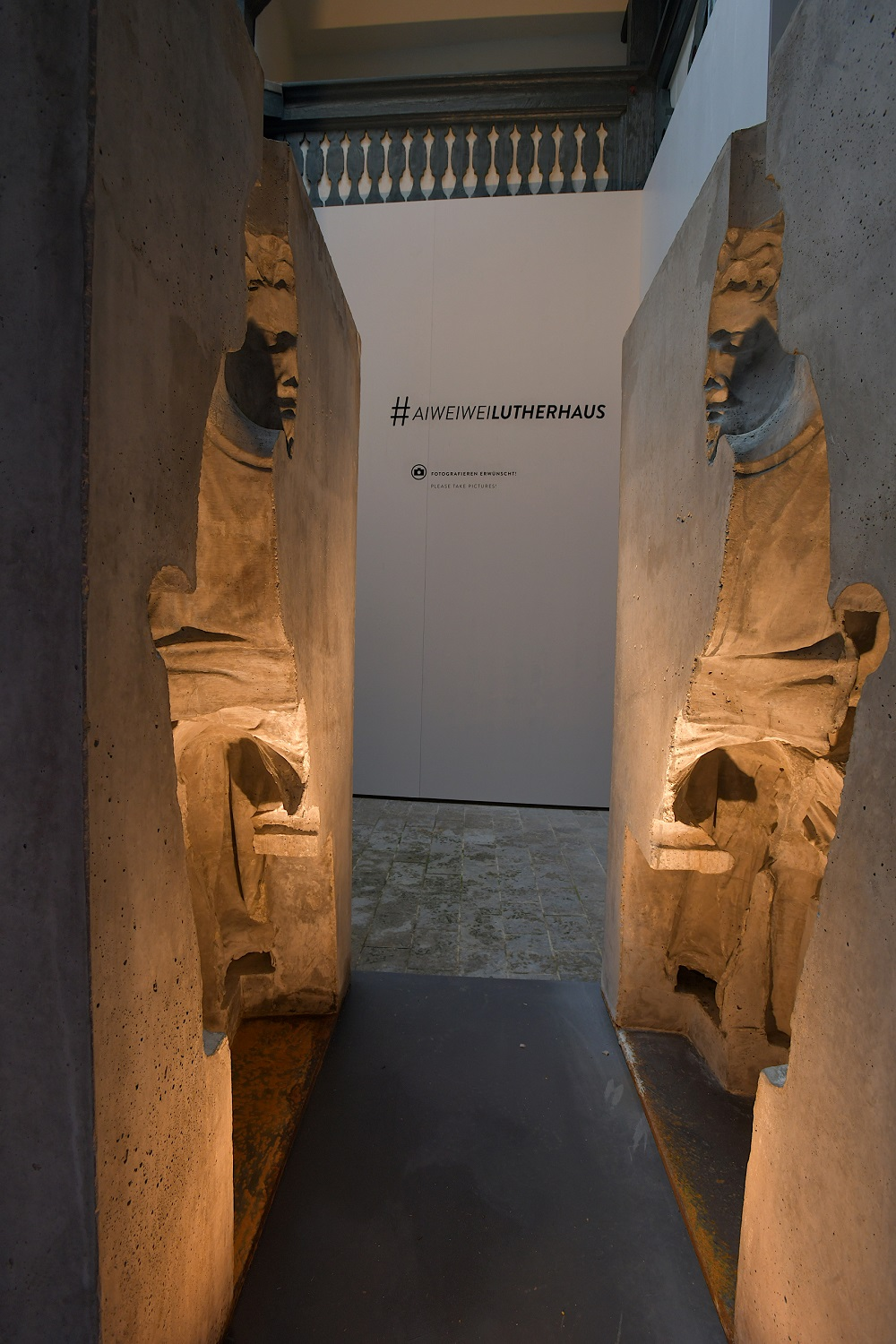
Blick in die zweiteilige Skulptur man in a cube von Ai Weiwei

man in a cube ist eine zeitgenössische Skulptur des chinesischen Künstlers Ai Weiwei. Sie wurde 2017 anlässlich des 500. Reformationsjubiläums für die Ausstellung Luther und die Avantgarde geschaffen und ist seit Oktober 2020 dauerhaft im Innenhof des Lutherhauses Eisenach zu sehen.

## Beschreibung
Die Skulptur besteht aus zwei parallel zueinander positionierten Betonscheiben (je 150 × 105 × 52 cm), deren einander zugewandte Seiten einen Hohlraum aufweisen, der die Form eines sitzenden Mannes hat. Das Gesicht dieser Figur trägt die Züge des Künstlers.

## Hintergrund
Ai Weiwei verarbeitet mit man in a cube die bedrückenden Erfahrungen während seiner 81 Tage dauernden, von den Behörden geheim gehaltenen Haft in der Volksrepublik China. Der Künstler beschrieb seine Arbeit selbst so: „Ein Betonblock mit dem Umriss einer einzigen Figur in Abgeschiedenheit. Diese Figur zeigt meine Gestalt im Jahr 2011, während meiner 81 Tage dauernden, geheimen Inhaftierung. Als Individuum kann man, sobald eine Idee und eine Sprache vorhanden sind, die eigene Existenz durch Kunst erweitern.“ Ideen und Sprache hätten Ai Weiwei während seiner Haftzeit moralisch am Leben gehalten; Ideen und Sprache hätten ihn deshalb auch an Martin Luther fasziniert: „Martin Luther ist eine bedeutende Gestalt der deutschen Geschichte, besonders aufgrund seines Beitrags zur Sprache. Er beeindruckt mich sehr. Der freie Ausdruck eines jeden Individuums ist überaus wichtig für die menschliche Entwicklung. Ich nehme an dieser Ausstellung teil, um seiner zu gedenken“.

## Ursprüngliche Ausstellung (2017)
Die Skulptur wurde im Rahmen der Feierlichkeiten zum Reformationsjubiläum 2017 für die Sonderausstellung Luther und die Avantgarde in Lutherstadt Wittenberg geschaffen und war dort vom 19. Mai bis zum 1. November 2017 im Alten Gefängnis zusammen mit anderen zeitgenössischen Kunstwerken ausgestellt. Übergreifendes Thema der Kunstausstellung war die künstlerische Auseinandersetzung mit den von Martin Luther in seiner Schrift Von der Freiheit eines Christenmenschen entfalteten Ideen.

## Dauerhafte Präsentation (seit 2020)
Die Stiftung Lutherhaus Eisenach war seit 2017 bestrebt, die Skulptur als „herausragendes Zeugnis zeitgenössischer Reformationserinnerung“ dauerhaft der Öffentlichkeit zugänglich zu machen. Mit Unterstützung zahlreicher Förderer gelang es 2019 schließlich, das Kunstwerk zu erwerben. Anlässlich des 500. Jubiläums von Luthers Von der Freiheit eines Christenmenschen wurde man in a cube im August 2020 im Innenhof des historischen Lutherhauses als permanente Installation errichtet und am 9. Oktober 2020 feierlich der Öffentlichkeit übergeben. Das Kunstwerk ist seitdem Teil, Abschluss und Höhepunkt des regulären Museumsrundgangs.